# Apatolestes parkeri
Apatolestes parkeri är en tvåvingeart som beskrevs av Philip 1941. Apatolestes parkeri ingår i släktet Apatolestes och familjen bromsar. Inga underarter finns listade i Catalogue of Life.